# Mercado de Onitsha
O Mercado de Onitsha é um mercado localizado em Onitsha, na Nigéria. Foi considerado um dos principais mercados do Oeste da África.
A importância do Mercado de Onitsha é também cultural: foi um centro de convergência e difusão de literatura ibo. Foi considerado um ponto de fundação da literatura nigeriana.